# Roman Knoll (Antarktika)
Der Roman Knoll (englisch; bulgarisch Романска могила Romanska mogila) ist über 800 m hoher und vereister Hügel im Grahamland auf der Antarktischen Halbinsel. Auf der Trinity-Halbinsel ragt er 3,38 km nordöstlich des Mount Canicula, 12,98 km südöstlich des Lambuh Knoll, 2,77 km südwestlich des Gigen Peak und 3,38 km nordwestlich des Siniger-Nunataks an der Südostseite des Verdikal Gap auf. Der Russell-East-Gletscher liegt südöstlich von ihm.
Deutsche und britische Wissenschaftler nahmen 1996 seine Kartierung vor. Die bulgarische Kommission für Antarktische Geographische Namen benannte ihn 2010 nach der Stadt Roman im Nordwesten Bulgariens.